# Hendrika Johanna van Leeuwen

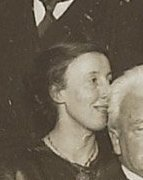
Hendrika Johanna van Leeuwen (1925)

Hendrika Johanna van Leeuwen (* 3. Juli 1887 in ’s-Gravenhage; † 26. Februar 1974 in Delft) war eine niederländische Physikerin.

## Leben
Zusammen mit Niels Bohr war sie Urheberin des Bohr-van-Leeuwen-Theorems. 1919 veröffentlichte sie ihre Doktorarbeit, in der sie unter Hendrik Lorentz und Paul Ehrenfest das Thema der Magnetisierung in der klassischen Theorie erörterte. Sie zeigte, dass in einem klassischen System in thermischem Gleichgewicht und bei Vorliegen magnetischer und elektrischer Felder kein magnetisches Moment entstehen kann – mit anderen Worten: Nach den Regeln der klassischen Mechanik kann es keinen Magnetismus geben, so dass Magnetismus nur quantenmechanisch zu erklären ist (Bohr-van-Leeuwen-Theorem).
Sie war von 1920 bis 1947 Assistentin und von 1947 bis 1952 Lektorin an der Technischen Universität Delft.